# 罗德·米尔本
罗德·米尔本（英語：Rod Milburn，1950年5月18日—1997年11月11日），美国男子田径运动员，主攻跨栏。他曾代表美国参加1972年夏季奥林匹克运动会田径比赛，获得男子110米栏金牌。